# Служба охорони праці підприємства
"Служба охорони праці підприємства(СОП)"
як окремий підрозділ створюється, якщо кількість працівників 50 і більше; якщо 20-50, то функції СОП виконує особа, яка пройшла спеціальне навчання за сумісництвом. Якщо ж кількість працівників менше 20-ти, то для виконання функцій СОП залучають особу ззовні на договірних засадах. 

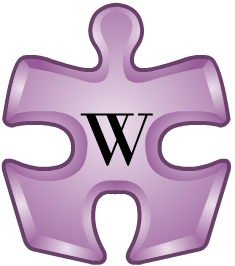
28 квітня - Всесвітній день охорони праці

## Завдання СОП
1. забезпечення безпеки виробничих процесів, будівель та устаткування.
2. забезпечення підготовки та перекваліфікації працівників з ОП.
3. забезпечення засобами індивідуального та колективного захисту.
4. пропаганда ОП.
5. організація відпочинку.
6. добір виконавців за конкретними видами робіт.

## Функції СОП
- розробка та організація системи управління ОП;
- методичне навчання працівників;
- розробка заходів ОП в колективному договорі;
- забезпечення працівників нормативами;
- контроль за станом ОП;
- участь у розслідуванні нещасних  випадків, професійних захворювань та аварій;
- паспортизація робочого місця та дільниць.

## Повноваження працівників СОП
1. отримання необхідних відомостей;
2. безперешкодне відвідування підпорядкованих об’єктів;
3. зупинка робочого процесу на підприємстві при виникненні загрози життю чи здоров’ю;
4. відсторонення від роботи працівників, що не пройшли мед. огляд, навчання з ОП чи порушення вимог ОП;
5. роблять подання про притягнення до відповідальності;
6. роблять спеціальні приписи для керівного підрозділу.

## Обов’язки СОП
- несуть відповідальність як посадові особи за прийняті рішення в залежності від наслідків;
- беруть участь у складанні звіту підприємства та положення колективного договору.